# داستين مارتن
داستين مارتن (بالإنجليزية: Dustin Martin)‏ هو لاعب كرة قدم أسترالية نيوزيلندي وأسترالي، ولد في 26 يونيو 1991 في Castlemaine, Victoria ‏ في أستراليا.

## وصلات خارجية
- داستين مارتن على موقع AustralianFootball.com (الإنجليزية)
- داستين مارتن على موقع AFLtables.com (الإنجليزية)